# Облом off
«Облом off» — спектакль Михаила Угарова, поставленный им в Центре драматургии и режиссуры п/р А. Казанцева и М. Рощина по своей пьесе «Смерть Ильи Ильича».
Поставленный в 2002 году спектакль оказал значительное влияние на театральную жизнь Москвы, и, по сути, послужил началом целого театрального движения — «Новая драма». Практически все актёры-исполнители ролей в спектакле стали звездами современного театра. Вслед за этой постановкой спектакли по этой пьесе стали выходить по в других городах России.

## Над спектаклем работали
- Автор пьесы и режиссёр — Михаил Угаров.
- Куратор проекта — Ольга Субботина.
- Художник-постановщик — Андрей Климов.
- Художник по свету — Андрей Тарасов.
- Дизайн звука — Сергей Михно.
- Пластическое оформление — Алла Тимме
- Музыка — ПАН-квартет

## В ролях
- Владимир Скворцов — Илья Ильич Обломов
- Владимир Панков — Захар, слуга Обломова
- Артём Смола — доктор Аркадий Михайлович
- Анатолий Белый, Игорь Гордин — Штольц
- Ольга Лапшина — Пшеницына Агафья Матвеевна
- Степан Лапшин — Ваня
- Мария Лапшина — Маша

## Номинации
- 2003 г. — Номинации «Золотая маска» — лучший спектакль малой формы, лучшая мужская роль.

## Награды
Спектакль получил ряд театральных призов:
- 2003 г. — Приз зрительских симпатий, учрежденный генеральным спонсором фестиваля «Золотая маска», компанией Nestle.
- Премия Фонда Станиславского — лучший актёр (Обломов) Владимир Скворцов
- Приз критиков Москвы — лучшая мужская роль сезона — Владимир Скворцов (Обломов)
- Приз газеты «Московский Комсомолец» — лучший дуэт Обломов-Штольц (Владимир Скворцов-Анатолий Белый)
- Фестиваль «Новая Драма» — приз «Новое Слово» Михаилу Угарову как автору лучшей пьесы.
- Премия «Гвоздь сезона» — лучший спектакль Москвы сезона 2002—2003